# 瓦斯電一型練習機
瓦斯電一型練習機（がすでんいちがたれんしゅうき）は、日本の東京瓦斯電気工業（瓦斯電）が試作した基本練習機。本項では準同型機である瓦斯電二型練習機および瓦斯電三型練習機についても述べる。

## 概要
1936年（昭和11年）、瓦斯電大森工場は自発的に新構想の練習機の設計を行った。この機体は、エンジンと降着装置を当時瓦斯電が生産していたKR-2小型旅客機と共通化しており、同型の機体に3種類の主翼を装着することによって、1機種を基本練習機・中間練習機・高等練習機のすべてとして使用可能にするという新機軸が盛り込まれていた。
機体は鋼管溶接骨組および木製骨組に羽布張りの複座機で、降着装置は固定脚。基本練習機である一型は上翼をガル翼とした同スパン複葉、中間練習機の二型は一葉半、高等練習機の三型は高翼単葉の主翼を持つ。二型主翼の補助翼は当初はエルロン・フラップだったが、のちに通常の形式のものに変更された。胴体・エンジン・尾翼・降着装置などは各型共通だが、胴体を単座仕様に改装することも可能だった。
1937年（昭和12年）4月、一型仕様の試作一号機が完成し、従来の初等練習機を大きく上回る高速を発揮した。同機は日本海軍による審査を受けたが、審査結果は発表されず制式採用もなされていない。その後、瓦斯電航空機部門の日立製作所との継承合併による日立航空機への再編を受け、1940年（昭和15年）春に公表された二型仕様の二号機の名称は「日立式二型練習機」となった。この機体は民間向けのスポーツ機として宣伝が行われたが、量産されることはなく開発は中止された。そのため、三型仕様の機体は製作されていない。

## 諸元（二型）
- 全長：6.687 m
- 全幅：9.291 m（一型：9.32 m）
- 全高：2.859 m
- 主翼面積：10.46 m2（上翼）、4.85 m2（下翼）
- 自重：650 kg
- 全備重量：906 kg（一型：870 kg）
- エンジン：日立 神風三型 空冷星型7気筒（最大180 hp） × 1
- 最大速度：219 km/h
- 巡航速度：160 km/h
- 実用上昇限度：4,900 m
- 航続距離：500 km
- 翼面荷重：59.2 kg/m2
- 乗員：2名